# Хейвен (тауншип, Миннесота)
Хейвен (англ. Haven) — тауншип в округе Шербурн, Миннесота, США. На 2000 год его население составило 2024 человека.

## География
По данным Бюро переписи населения США площадь тауншипа составляет 88,8 км², из которых 86,7 км² занимает суша, а 2,1 км² — вода (2,33 %).

## Демография
По данным переписи населения 2000 года здесь находились 2024 человека, 666 домохозяйств и 582 семьи. Плотность населения — 23,3 чел./км². На территории тауншипа расположено 675 построек со средней плотностью 7,8 построек на один квадратный километр. Расовый состав населения: 97,73 % белых, 0,35 % афроамериканцев, 0,10 % коренных американцев, 0,54 % азиатов, 0,10 % c Тихоокеанских островов, 0,15 % — других рас США и 1,04 % приходится на две или более других рас. Испанцы или латиноамериканцы любой расы составляли 0,94 % от популяции тауншипа.
Из 666 домохозяйств в 45,3 % воспитывались дети до 18 лет, в 80,8 % проживали супружеские пары, в 4,5 % проживали незамужние женщины и в 12,5 % домохозяйств проживали несемейные люди. 10,2 % домохозяйств состояли из одного человека, при том 3,0 % из — одиноких пожилых людей старше 65 лет. Средний размер домохозяйства — 3,03, а семьи — 3,26 человека.
30,4 % населения — младше 18 лет, 7,0 % — в возрасте от 18 до 24 лет, 26,6 % — от 25 до 44, 28,1 % — от 45 до 64, и 7,9 % — старше 65 лет. Средний возраст — 38 лет. На каждые 100 женщин приходилось 108,4 мужчин. На каждые 100 женщин старше 18 приходилось 105,2 мужчин.
Средний годовой доход домохозяйства составлял 63 906 долларов, а средний годовой доход семьи — 68 250 долларов. Средний доход мужчин — 45 577 долларов, в то время как у женщин — 27 424. Доход на душу населения составил 23 065 долларов. За чертой бедности находились 2,1 % семей и 2,8 % всего населения тауншипа, из которых 3,8 % младше 18 и 1,4 % старше 65 лет.